# Rueda tonal

Diagrama de funcionamiento de una rueda de tonos

Rueda tonal, o tonewheel, hace referencia a un aparato electromecánico simple que se utiliza para la generación de notas musicales en órganos electromecánicos como el Hammond B-3. Fue inventada alrededor de 1910 por Rudolph Goldschmidt y utilizadas por primera vez como BFO en receptores de radio valvulares, para hacer audibles las señales de clave Morse.

## Descripción
El ensamblaje de la rueda tonal consiste en un motor eléctrico y una transmisión asociada en sincronía, que controla una serie de discos rotativos. Cada disco posee un número de bultos en el borde; estos generan una frecuencia específica cuando el disco rota próximo a una pastilla que consiste en un imán y una bobina electromagnética.
Cuando cada bulto de la rueda se aproxima a la pastilla, esta temporalmente concentra el campo magnético cercano y así, fortalece el campo magnético que pasa a través de la bobina, induciendo corriente eléctrica en la bobina mediante el proceso de inducción electromagnética. A medida que el bulto se aleja, este efecto se reduce nuevamente, el campo magnético se debilita lentamente y una corriente opuesta es inducida en la bobina. Así, la frecuencia de la corriente en la bobina depende de la velocidad de rotación del disco y su número de bultos.
Habitualmente, la bobina está conectada a un amplificador a través de una red de interruptores, contactos, resistores y transformadores, los que pueden utilizarse para mezclar la corriente fluctuante de una bobina que produce una nota, con corrientes similares de otra bobina que produce una nota distinta. Esto permite combinar una frecuencia fundamental con uno o más armónicos para producir sonidos más complejos. Las ruedas tonales fueron desarrolladas originalmente para el telarmonio y luego utilizadas también en los órganos hammond.
La fuga de la rueda tonal se da en los órganos hammond y otros similares, donde debido a la gran cantidad de ruedas de tonos, las pastillas toman la señal de más de una rueda. Esto provoca que el órgano agregue cromatismos a las notas ejecutadas. En algunos tipos de música este fenómeno no es deseado, mientras que en otros se ha convertido en una parte importante del sonido característico del hammond. En algunas simulaciones digitales de órganos hammond, la fuga es un parámetro ajustable por el usuario.